# Hafenlotsenbrüderschaft Hamburg

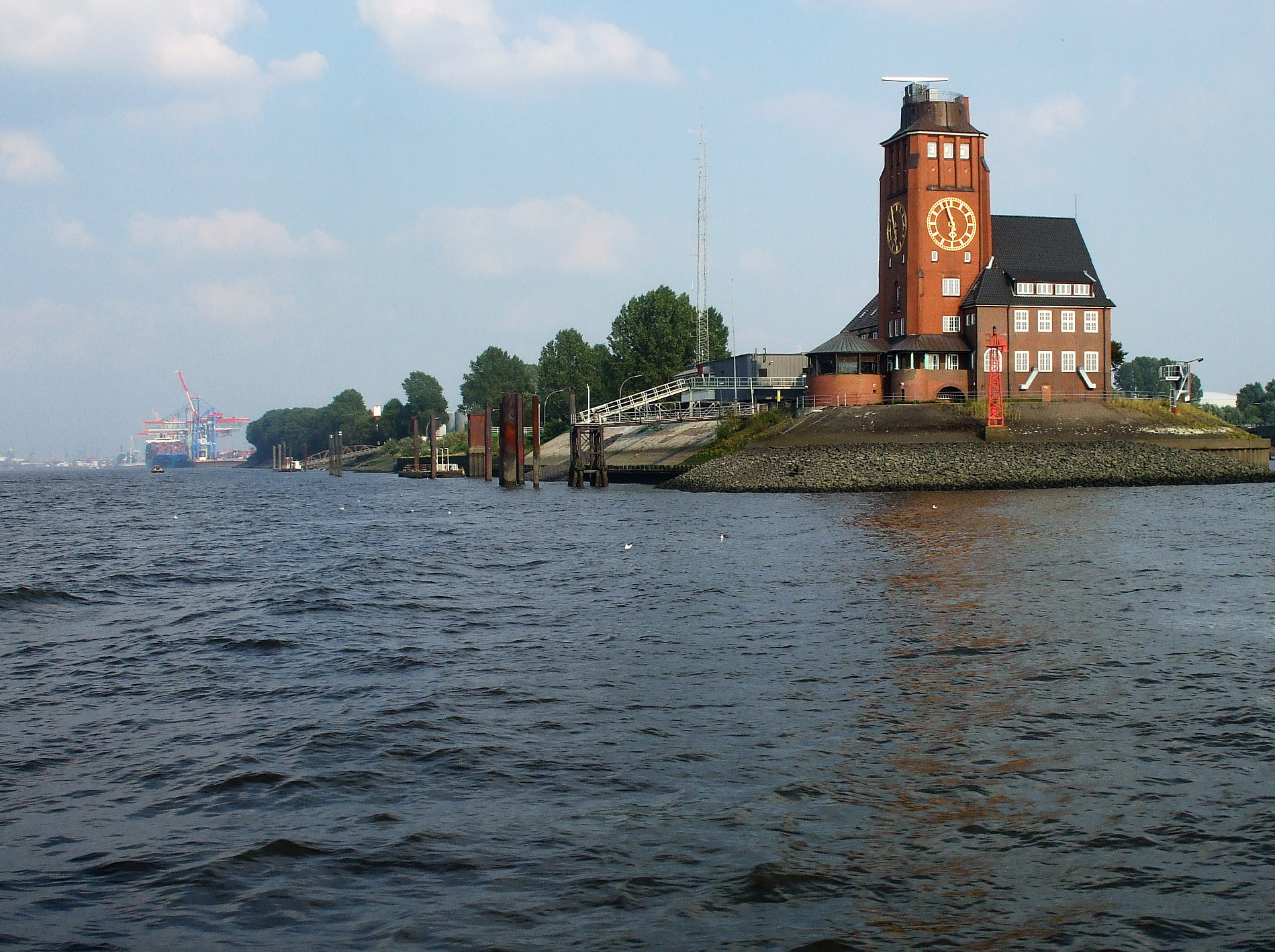
Lotsenhaus Seemannshöft

Die Hafenlotsenbrüderschaft Hamburg ist eine von neun Lotsenbrüderschaften in Deutschland.
Sie ist der Zusammenschluss aller Hamburger Hafenlotsen und als Körperschaft des öffentlichen Rechts mit Sitz im Lotsenhaus Seemannshöft am Bubendey-Ufer in Hamburg-Waltershof organisiert.
Aufkommende Schiffe mit Lotspflicht werden zunächst von den Lotsen der Lotsenbrüderschaft Elbe die Elbe hinauf gelotst und Höhe Finkenwerder vom Hafenlotsen übernommen. Der Hafenlotsen steht dem jeweiligen Kapitän dann bis zum Anlegen beratend zur Seite. Das Revier der Hafenlotsen umfasst den gesamten Hamburger Hafen und die Bille bis zum Billeschöpfwerk. Es erstreckt sich von Oortkaten, einem Ortsteil von Hamburg-Ochsenwerder, im Osten bis Tinsdal im Westen.
Rund 65 Hafenlotsen sind Mitglied der Brüderschaft und, wie in Deutschland üblich, ausnahmslos Kapitäne mit Patenten für die Große Fahrt. 1. Ältermann ist Kapitän Johann-Henrik Lüders.

## Allgemein
Bis 1981 waren die Hamburger Hafenlotsen Bedienstete der Freien und Hansestadt Hamburg und verbeamtet. Ihren Dienst, der als Wache bezeichnet wurde, versahen sie im Zwölf-Stunden-Rhythmus. Da dies zu unflexibel für die Bedürfnisse der modernen Seefahrt wurde, beschloss die Hamburgische Bürgerschaft zum 1. Juli 1981, auf Betreiben der Hafenwirtschaft, die Ausgründung einer Körperschaft des öffentlichen Rechts nach dem Vorbild der Seelotsen, die Hamburger Hafenlotsenbrüderschaft. Sie ist, neben der Hafenlotsengesellschaft Bremerhaven, eine von zwei Hafenlotsenbrüderschaften unter den neun deutschen Lotsenbrüderschaften und nicht in der Bundeslotsenkammer vertreten.
Die Hafenlotsen sind als Teil des "Verkehrssicherungssystem Deutsche Küste" in erster Linie der Sicherheit der Schifffahrt und dem Schutz der Umwelt verpflichtet, erfüllen somit eine öffentliche Aufgabe und sind daher staatlich gebunden. Erst an zweiter Stelle steht die betriebswirtschaftliche Dienstleistung. Um dem gerecht zu werden, sind die Hamburger Hafenlotsen, wie alle deutschen See- und Hafenlotsen, freiberuflich tätig und können ihre Entscheidungen somit frei von wirtschaftlichem Druck fällen.
Das Einkommen der Hafenlotsen wird nicht aus Steueraufkommen, sondern aus den von den Schiffen zu entrichtenden Lotsgeldern finanziert.
Die Lotsen der Lotsenbrüderschaft bieten täglich rund um die Uhr ihren Dienst an. Jährlich werden etwa 30.000 Lotsvorgänge abgewickelt.
Die Aufsicht über das Lotswesen im Hamburger Hafen obliegt der Hamburg Port Authority (HPA), Oberhafenamt und somit dem Hafendirektor. Hier ist auch der Senatsbeauftragte für das Lotswesen angesiedelt. Seine Bestallung zum Hafenlotsen erhält der Lotsenaspirant nach achtmonatiger Ausbildung und bestandener Prüfung durch das Oberhafenamt.
Zur Annahme eines Hafenlotsens sind alle Seeschiffe mit einer Länge über alles von 90 Metern oder einer größten Breite von 13 Meter und mehr sowie alle Tankschiffe (im Sinne des § 30 Absatz 1 der Seeschifffahrtsstraßen-Ordnung) verpflichtet.
Auf Antrag können sich Schiffsführerinnen und Schiffsführer von der Annahmepflicht befreien lassen. Voraussetzungen dafür sind eine Anzahl von Fahrten unter Lotsberatung, Bewährungsfahrten und eine Prüfung vor dem Oberhafenamt. Näheres regelt die Hafenlotsordnung.

## Geschichte
Die Geschichte der Lotsen im Hamburger Hafen geht auf das 14. Jahrhundert zurück. Ab 1656 bedurfte es für hamburgische Lotsen einer behördlichen Zulassung. Die ersten drei Hafen-Lootsen im Staatsdienst der Hansestadt wurden am 29. April 1858 eingestellt. In dieser Zeit hatte sich aus dem Anwachsen des Hafens und den komplexer werdenden Hafenanlagen eine Notwendigkeit für Lotsen entwickelt, die ausschließlich im Hamburger Hafen zuständig waren. Im Jahre 1889, ein Jahr nach der Eröffnung des Freihafens, waren zwölf Lotsen beschäftigt. Ihre erste Dienststelle befand sich an der Bastion Jonas in St. Pauli. Die erste Lotsenstation ging im Jahre 1902 auf dem Lotsenhöft auf Steinwerder in Betrieb und steht heute auf dem Betriebsgelände der Werft Blohm & Voss. Im Jahr 1925 wurde die Wache in die 1914 errichtete Hafenlotsenstation nach Hamburg-Waltershof verlegt, wo sie sich bis heute im Lotsenhaus Seemannshöft befindet.